# SEAT 128 3P
La SEAT 128 3P est une voiture de tourisme, coupé trois portes sportive, qui a été produite par le constructeur espagnol SEAT sous licence FIAT, de 1976 à 1979. Elle était basée sur la Fiat 128 Berlinetta 3P dont elle reprenait la carrosserie et l'aménagement intérieur. Seules les motorisations différaient. 
SEAT utilisera dans sa publicité pour ce modèle, donnant un sens plus large à la mention "3P" : trois portes, triple personnalité. SEAT l'a vendue comme une voiture de sport polyvalente, à la fois coupé, berline et break.

## Histoire
La production a commencé en novembre 1976 et a cessé en 1981, lorsque les rapports techniques et financiers entre Fiat et l'État espagnol ont été rompus.
Pour adapter le moteur à culbuteurs de l'ancienne SEAT 124, toujours monté en long sur les modèles espagnols, sur la carrosserie de la Fiat 128 3P à traction avant avec le moteur en travers, le bureau d'études SEAT a dû récupérer les données des ingénieurs Autobianchi qui avaient utilisé ce même moteur sur l'Autobianchi Primula lancée en 1964. Pour cela, ils durent installer une nouvelle transmission pour adapter le moteur "124" en position transversale avancée. Cette nouvelle transmission développée pour la 128 3P a également été adoptée dans la SEAT 1200 Sport, avec l'utilisation des deux anciens moteurs de 1 197 et 1 438 cm3. Ces moteurs étaient les mêmes que ceux utilisés dans un grand nombre de modèles fabriqués par SEAT à l'époque, le fameux quatre cylindres de l'ingénieur Lampredi, avec son arbre à cames latéral.
Ces moteurs étaient déjà obsolètes chez FIAT Auto qui les avait depuis longtemps remplacés par ses nouveaux moteurs SOHC (simple arbre à cames en tête) et DACT (double arbre à cames en tête). Mais SEAT voulait tirer un profit infini de la licence Fiat pour ces moteurs d'origine Lampredi, fiables et très robustes. Ils seront fabriqués sans grande évolution depuis la sortie de la SEAT 124 en 1968 jusqu'à la fin des années 1980, quand ils ont été progressivement remplacés par les moteurs "System Porsche" provenant de chez Volkswagen.
La voiture n'a pas obtenu un assez beau succès commercial en Espagne mais, pour un prix équivalent, on pouvait opter pour l'ancienne SEAT 124D Especial 1430, une berline avec de bonnes performances et un excellent habitacle spacieux pouvant accueillir 5 adultes. Comparativement, la SEAT 128 3P était un petit coupé sportif, relevant plus du caprice que d'un choix raisonné de transport familial. Le consommateur espagnol s'orientait essentiellement vers la petite SEAT 127, modèle polyvalent et très économique. Il y eut deux fois plus de 128 3P produites que de 1200 Sport.
Comme son homologue italienne, une des caractéristiques les plus frappantes à l'extérieur de la 128 3P étaient ses feux arrière, divisés en trois parties distinctes.
La Seat 128 3P ne fut commercialisée qu'avec une unique finition mais avec deux motorisations au choix, le moteur de 1 197 cm3 ou 1 438 cm3, développant respectivement une puissance de 67 ch DIN et 77 ch DIN.
Les premières unités assemblés dans l'usine de Zona Franca à Barcelone, ne comprenaient pas les feux de détresse, ni les appuis-tête et les ceintures de sécurité à enrouleur, ces dernières étaient encore fixes. Lorsque les dirigeants de Fiat s'en aperçurent, ils imposèrent que tous les éléments de sécurité prévus et montés sur les versions Fiat 128 3P le soient également sur les modèles SEAT.
En 1979, SEAT lança une série spéciale appelée « FIAT 128 3P Berlinetta Sport » et, comme cela s'était déjà produit à quelques occasions, la société mère de Turin a demandé à sa filiale à Barcelone d'en poursuivre la fabrication pour une commercialisation dans les autres pays européens. Par suite de problèmes bureaucratiques douaniers, les voitures ne purent quitter le pays et ces modèles ont été vendus sur le marché espagnol. Ces exemplaires sont en tous points identiques aux originaux italiens, moteurs compris. C'est ainsi que les clients espagnols ont pu apprécier les moteurs modernes de 1 116 et 1 290 cm3 de 65 ch DIN et 75 ch DIN, avec essuie-glace lunette arrière, aileron aérodynamique arrière, tableau de bord sport avec cadrans et aiguilles rouges au lieu de blancs, sellerie en velours à motifs sportifs, pare-chocs et garnitures des montants des portes mat anodisé noir, jantes en alliage Cromodora, etc. 

## Caractéristiques techniques
| SEAT                           | Moteur 1200 | Moteur 1430 |
| Moteur :                       | FIAT 4 cylindres en ligne, 4 temps, transversal                                                                    | FIAT 4 cylindres en ligne, 4 temps, transversal                                                                    |
| Cylindrée :                    | 1 197 cm3 | 1 438 cm3 |
| Alésage x Course :             | 73 x 71,5 mm | 80 x 71,5 mm |
| Puissance maxi :               | 67 ch DIN à 5 600 tr/min                                                                                           | 77 ch DIN à 5 400 tr/min                                                                                           |
| Couple maxi :                  | 90 N m à 3 700 tr/min                                                                                              | 111 N m à 3 400 tr/min                                                                                             |
| Taux de compression :          | 8,8:1 | 9,0:1 |
| Alimentation :                 | 1 carburateur double corps                                                                                         | 1 carburateur double corps                                                                                         |
| Distribution :                 | soupapes latérales, en lignes et inclinées. Arbre à cames latéral, courroie crantée                                | soupapes latérales, en lignes et inclinées. Arbre à cames latéral, courroie crantée                                |
| Refroidissement :              | eau | eau |
| Boîte de vitesses :            | manuelle 4 rapports, traction avant                                                                                | manuelle 4 rapports, traction avant                                                                                |
| Suspension avant :             | roues indépendantes, type MacPherson. Ressorts hélicoïdaux. Amortisseurs hydrauliques télescopiques.               | roues indépendantes, type MacPherson. Ressorts hélicoïdaux. Amortisseurs hydrauliques télescopiques.               |
| Suspension arrière :           | roues indépendantes, triangle transversal inférieur, lames transversales. Amortisseurs hydrauliques télescopiques. | roues indépendantes, triangle transversal inférieur, lames transversales. Amortisseurs hydrauliques télescopiques. |
| Freins :                       | Disques à l'avant (Ø 227 mm), tambours à l'arrière                                                                 | Disques à l'avant (Ø 227 mm), tambours à l'arrière                                                                 |
| Direction :                    | A crémaillère. Diamètre de braquage : 9,8 m. 3,4 tours de volant. Arbre de direction de sécurité articulé.         | A crémaillère. Diamètre de braquage : 9,8 m. 3,4 tours de volant. Arbre de direction de sécurité articulé.         |
| Carrosserie :                  | Monocoque autoportante en acier                                                                                    | Monocoque autoportante en acier                                                                                    |
| Voies avant/arrière :          | 1 320 mm / 1 330 mm                                                                                                | 1 320 mm / 1 330 mm                                                                                                |
| Empattement :                  | 2 220 mm | 2 220 mm |
| Longueur x Largeur x Hauteur : | 3 830 × 1 560 × 1 260 mm                                                                                           | 3 830 × 1 560 × 1 260 mm                                                                                           |
| Masse :                        | 850 kg | 850 kg |
| Vitesse maxi :                 | 151,3 km/h | 158,4 km/h |
| Accélération 0–100 km/h :      | n/d | n/d |
| Consommation (DIN) :           | n/d | n/d |

## La production
Depuis son lancement en 1976 et jusqu'en 1980, la SEAT 128 3P 1200 et 1430 a été produite à 32 093 exemplaires.
La production annuelle de la SEAT 128 3P est reportée dans le tableau ci-dessous :
| Modèle                     | 1976  | 1977   | 1978  | 1979  | 1980 |
| -------------------------- | ----- | ------ | ----- | ----- | ---- |
| SEAT 128 3P 1100           |       |        |       | 200   |      |
| SEAT 128 3P 1200           | 664   | 7 492  | 3 969 | 1 245 | 7    |
| SEAT 128 3P 1400           | 1 051 | 10 715 | 5 998 | 750   | 2    |
| Production totale annuelle | 1 715 | 18 207 | 9 907 | 2 195 | 9    |